# Robert Eden (évêque)
Pour les articles homonymes, voir Robert Eden.
Robert Eden (2 septembre 1804 - 26 août 1886) est un évêque anglican britannique. Il est évêque de Moray, Ross et Caithness et Primat de l'Église épiscopale écossaise.

## Biographie
Il est le troisième fils de Sir Frederick Eden (2e baronnet), et nait le 2 septembre 1804. Il fait ses études à la Westminster School et à la Christ Church d'Oxford, obtenant un BA en 1827. Ordonné diacre en janvier 1828 et prêtre en décembre 1828 par Christopher Bethell, évêque de Gloucester, il sert successivement les curés de Weston-sub-Edge dans le Gloucestershire, et de Messing et Peldon dans l'Essex, et devient recteur de l'église St Clement à Leigh-on-Sea, dans l'Essex en 1837. Après la démission de l'évêque Low, il accepte l'offre du siège écossais de Moray et Ross; il est consacré à Old Saint Paul's, Édimbourg, le 9 mars 1851. A cette occasion, son université lui confère le grade de DD. En 1862, il est élu primus de l'Église épiscopale écossaise, succédant à Charles Terrot. En 1827, il épouse Emma, fille du juge Allan Park, dont il a cinq fils et cinq filles. Il meurt paisiblement le soir du 26 août 1886, à sa résidence officielle à Inverness.

## Bilan de ses réalisations
Les progrès que l'épiscopat écossais fait à son époque doivent être attribués en grande partie à son influence. Au cours de son mandat, il quadruple les revenus du siège, fonde la cathédrale d'Inverness et contribue principalement à garantir une résidence à son successeur. Digne et ferme de caractère, c'est un bon et solide prédicateur plutôt que brillant. Il est entretient de bonnes relations avec l'archevêque Charles Thomas Longley et les évêques Blomfield, George Augustus Selwyn, Hamilton et Samuel Wilberforce. Parmi ses actes publics les plus remarquables figurent sa cordiale reconnaissance de M. Loyson (Père Hyacinthe); sa coopération avec le duc de Buccleuch pour éliminer les handicaps des ordres écossais dans le ministère de l'Église d'Angleterre; ses travaux pour promouvoir l'union avec l'église orientale et son enrôlement de l'archevêque Longley pour participer à la fondation de la cathédrale d'Inverness. Sa défense, contre tous les autres évêques écossais, de l'évêque Wilberforce, qui a tenu un service en anglais dans la chapelle presbytérienne de Glengarry, Inverness-shire, est peut-être moins due au ton quelque peu érastien qui imprègne uniformément les actes politiques d'Eden qu'à l'effet apaisant produit par la visite personnelle de Wilberforce.

## Church Society
En 1876, de grandes réunions animées ont eu lieu à Édimbourg dans le but de remodeler l'ensemble du système financier de l'église. La Church Society, la création du populaire Dean Ramsay, montre depuis longtemps des signes d'incapacité à faire face aux besoins croissants de l'église. Un petit corps de réformateurs vise à remplacer cette société par une organisation qui devrait représenter chaque congrégation, et ceux qui ont travaillé dur et généreusement sur les anciennes lignes s'y opposent. Le résultat dépend donc du point de vue que prendrait le primus, qui se range du côté des réformateurs. Le nouvel organisme financier ainsi formé, connu sous le nom de Conseil ecclésiastique représentatif, rencontre le succès.
Eden est peut-être un meilleur primus qu'évêque diocésain. Sa bonhomie et son amour de raconter des histoires plaisantes effrayent quelque peu les esprits stricts. Mais ses manières grandioses, qui, selon un membre de son clergé, « vous faisaient vous sentir fier de vous en cinq minutes », sont très révélatrices. Théologiquement, il est un homme d'église modéré, politiquement un conservateur intransigeant.

## Travaux
- Trois traités contre le méthodisme wesleyen, publiés avant le début de son épiscopat.
- Quatre chefs d'accusation.
- Sermons pour la défense de l'épiscopat écossais.
- Sermons sur le Livre de prières, sur la "Société internationale des ouvriers", et contre le teetotalisme.
- Impressions d'une récente visite en Russie, lettre adressée au chancelier Massingberd, sur l'intercommunion avec l'Église orthodoxe orientale, 1866.

De plus, il écrit des préfaces à la traduction de Reginald Shuttle de l'Heliotropium : Conformité de la volonté humaine au divin de Jeremias Drexel (Drexelius), et au Romanism in Russia de Dmitry Tolstoï.